# Christi-Himmelfahrts-Kirche (Sopot)

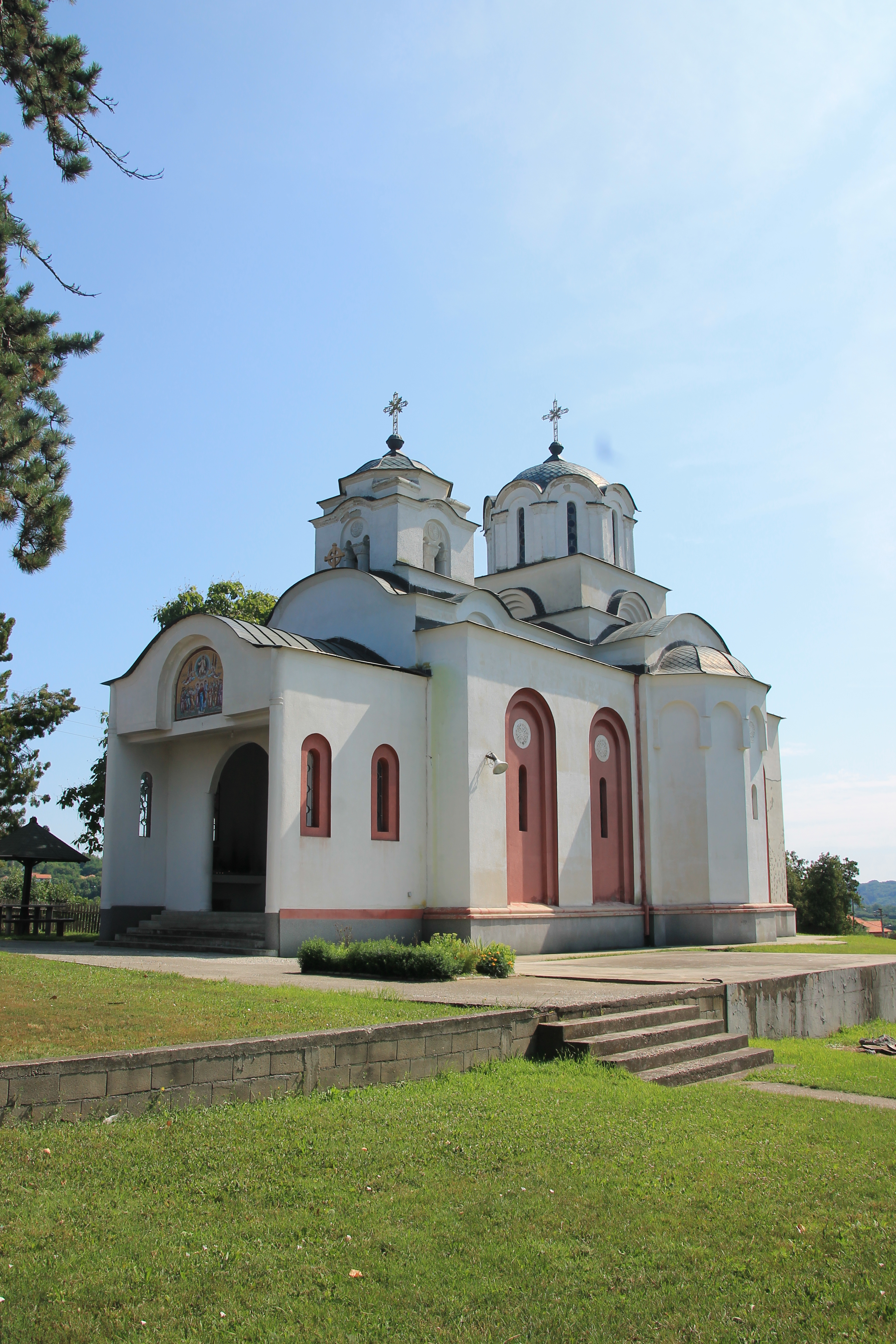
Die Christi-Himmelfahrts-Kirche in Sopot

Die Christi-Himmelfahrts-Kirche (serbisch: Црква Вазнесења Господњег, Crkva Vaznesenja Gospodnjeg) ist eine serbisch-orthodoxe Kirche in der Kleinstadt Sopot in Serbien. Sie ist der Himmelfahrt Christi geweiht.
Die von 1934 bis 1936 erbaute Pfarrkirche ist die Hauptkirche des Dekanats Kosmaj und Sitz der Kirchengemeinde Sopot sowie der Pfarreien Sopot I und II im Dekanat Kosmaj der Eparchie Šumadija der Serbisch-Orthodoxen Kirche.

## Lage

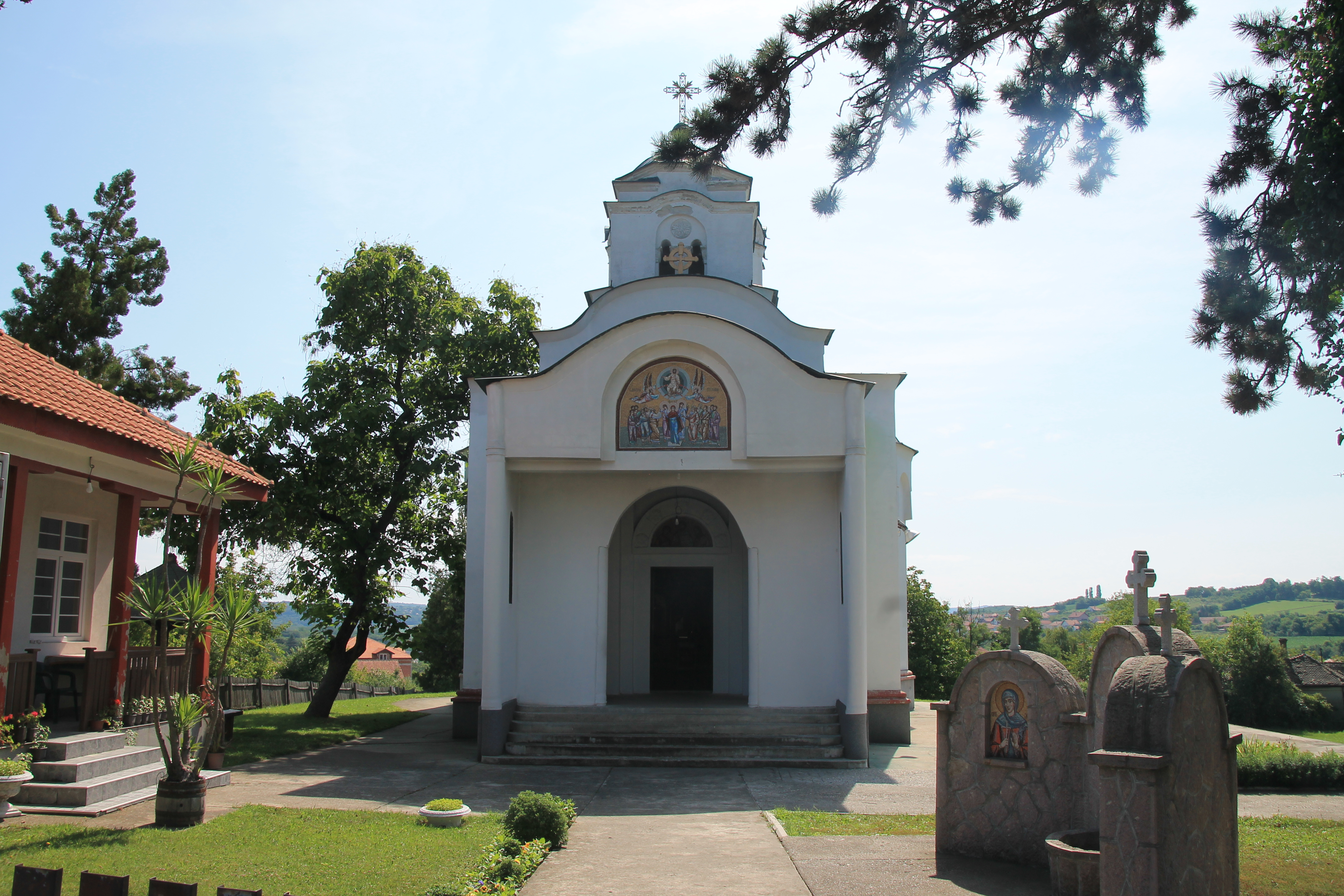
Die Westfassade der Kirche

Die Kleinstadt Sopot ist Sitz der Belgrader Vorstadtgemeinde Sopot im Bezirk Belgrad und gehört zur geographischen Region Kosmaj der nördlichen Šumadija in Zentralserbien.
Die Christi-Himmelfahrts-Kirche steht im nördlichen Zentrum von Sopot an der Kreuzung der Straßen Ulica Kneza Miloša und der Ulica Laze Ivanovića.
Im umzäunten Kirchhof stehen neben der Kirche das alte Pfarrhaus und ein Kirchenbrunnen, ebenfalls im Kirchhof südlich der Kirche steht das von 2012 bis 2019 erbaute neue Pfarrhaus. Dieses Pfarrhaus wurde nach einem Projekt des aus Sopot stammenden Architekten Dr. Božidar Milosavljević erbaut und am 10. November 2019 von Bischof der Eparchie Šumadija, Jovan Mladenović geweiht.

## Geschichte

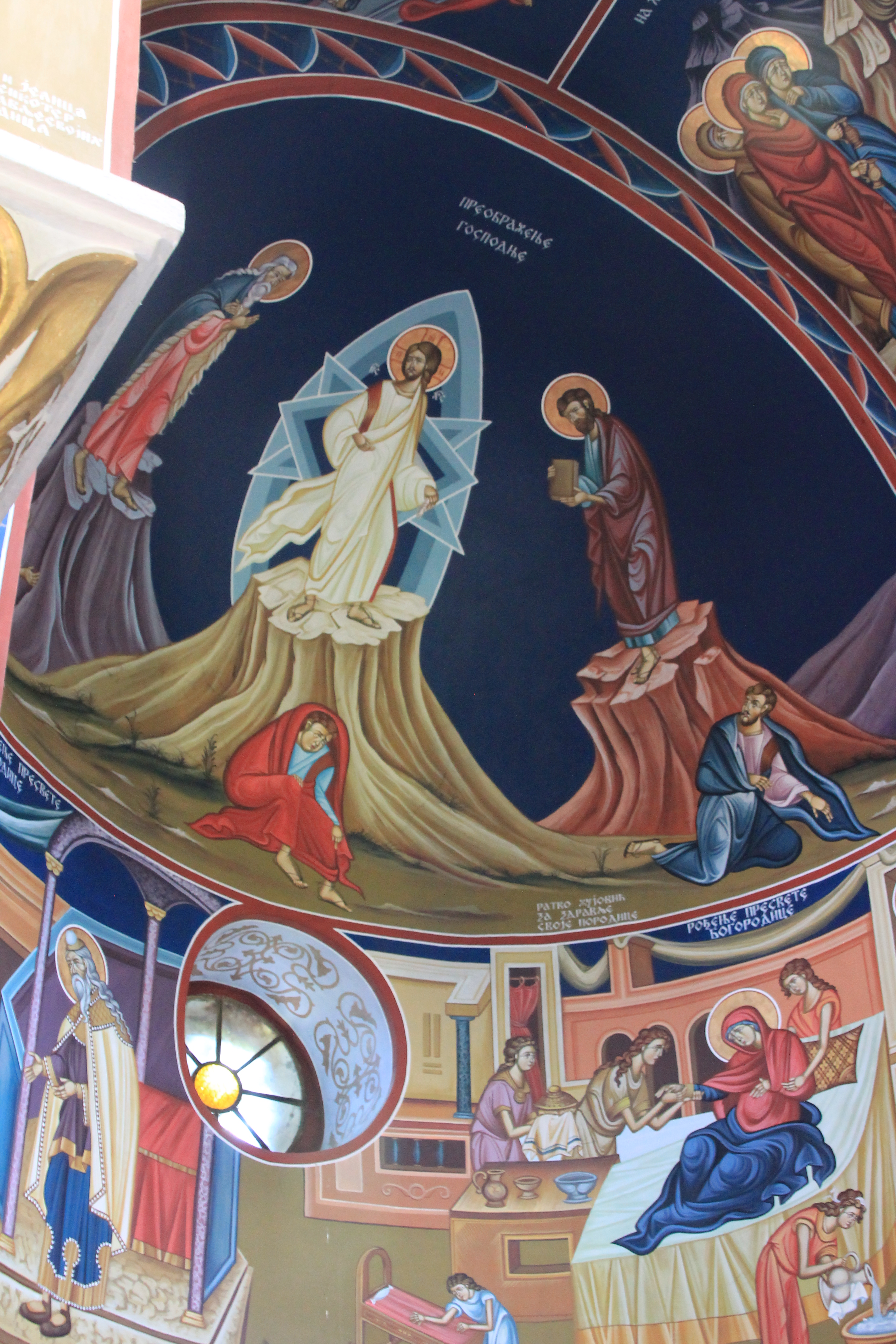
Byzantinische Fresken in der Kirche

Die Einwohner des Dorfes Ropočevo und der Kleinstadt Sopot gingen, bis zum Bau der Christi-Himmelfahrts-Kirche, in die Kirche Hl. Apostel Peter und Paul im Dorf Nemenikuće.
Ihre persönlich an Fürst Mihailo Obrenović und an das Konsistorium, des Ministeriums für Bildung und kirchliche Angelegenheiten gerichteten Bittstellungen, zum Bau einer Kirche und den Erhalt eines Priesters wurden nicht zufriedenstellend beantwortet.
1926 im damaligen Königreich Jugoslawien gründete unter der Leitung von Radojica Majstorović, eine Gruppe von etwa zwanzig prominenten Einwohnern des Dorfes Ropočevo den Ausschuss (Vorstand) für die Errichtung einer Kirche, dieser Ausschuss stellte auch einen Fond zum Kirchenbau auf.
Die Pfarrei Nemenikuće wurde 1934 geteilt, dabei bildeten die zwei Dörfer Ropočevo und Đurinci sowie das Kleinstädtchen Sopot, die nun eigenständige Pfarrei Ropočevo-Sopot. Mit der Zeit wuchsen Ropočevo und Sopot zusammen und das ehemals eigenständige Ropočevo wurde zu einem Ortsteil von Sopot. Die Pfarrei trägt seitdem nur noch den Namen Pfarrei Sopot. Die Kirche steht auf dem ehemaligen Dorfgebiet von Ropočevo.
Auf Initiative von Radojica Majstorović, dem damaligen Leiter des Kirchenvorstandes und des Dorfvorstehers von Ropočevo, und mit Unterstützung des Priesters Milovan Mihailović wurde am 28. Juli 1934 ein Treffen der Bürger von Ropočevo, Sopot und Đurinci einberufen, auf dem ein neuer Kirchenvorstand gewählt und beschlossen wurde, die sofortigen Vorbereitungen zum Kirchenbau zu treffen. 1934 begann der Kirchenbau.
Der aus dem ukrainischen Odessa stammende russische Architekt Vasilij Androsov entwarf den Plan zum Kirchenbau. Während seiner Arbeit für das Ministerium für Bauwesen, in der Abteilung für Gottesdienste und öffentliche Denkmäler, baute Androsov in der Zwischenkriegszeit mehr als siebzig Kirchen und Denkmäler im ganzen Königreich Jugoslawien.
1935 wurde die Kirche gebaut und überdacht, und die letzten Arbeiten, sowie die Herstellung der Ikonostase und die Pflasterung des Gehweges wurden 1936 beendet.
Im November 1936 wurde die Kirche vom Patriarchen Varnava Rosić feierlich eingeweiht.
In der Kirche wurde eine Gedenktafel mit den Namen von 215 Soldaten angebracht, die in den Befreiungskriegen von 1912 bis 1918 starben.

## Architektur

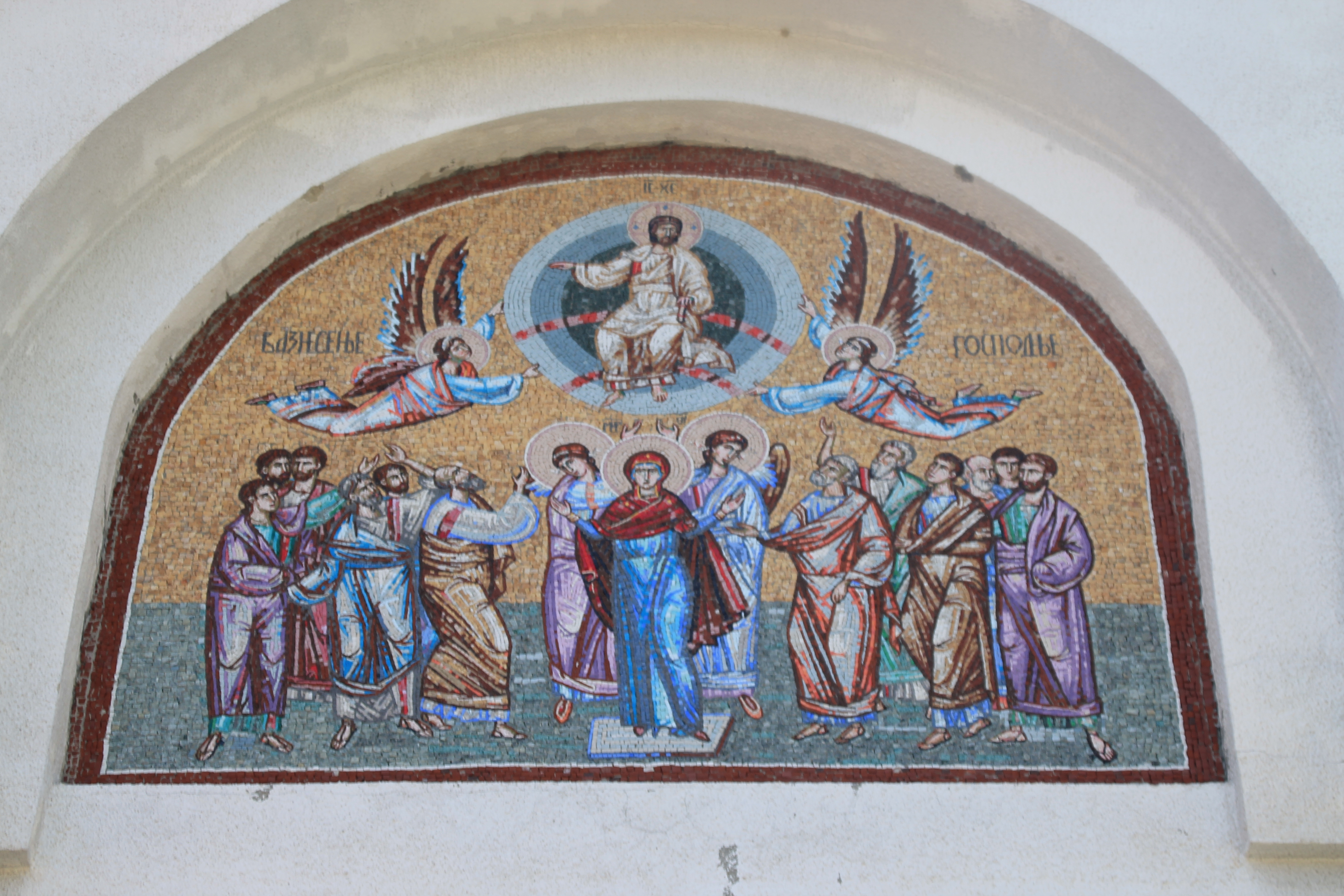
Patronatsmosaik der Christi Himmelfahrt

Die einschiffige Kreuzkuppelkirche ist im Serbisch-byzantinischen Baustil, genauer in der traditionellen serbisch-mittelalterlichen Stilrichtung der Morava-Schule, erbaut worden. Die Kirche ist der Neobyzantinischen Architektur zuzuordnen.
Der Grundriss der Kirche ist ein (langgestrecktes) Griechisches Kreuz rechteckiger Basis mit einer von außen fünfseitigen im Inneren halbkreisförmigen Altar-Apsis im Osten, von außen fünfseitigen im Inneren halbrunden Seitenkonchen, einer zentralen Rundkuppel, die sich über dem Tambour in der Mitte des Kirchenschiffs bei der Kreuzung der Seitenarme der Kirche erhebt und einem kleinen Kirchturm im Westen. An der Westfassade befindet sich die angebaute Narthex mit dem Kircheneingang. An der Fassade sind dekorative Elemente einfacher stilistischer Prägung vorhanden.
Sie besitzt typisch für orthodoxe Kirchenbauten eine Ikonostase mitsamt Ikonen und ist im Inneren mit künstlerisch wertvollen byzantinischen Fresken bemalt. Die Ikonen auf der Ikonostase wurden vom russischen akademischen Maler Aleksandr Dikij gemalt, der sich an der mittelalterlichen serbischen Wandmalerei orientierte.
Der Ikonenmaler Vladimir Skerlić schuf 2011 an der Westfassade der Narthex das Patronatsmosaik der Christi Himmelfahrt und 2012 direkt über dem Kircheneingang das Mosaik der Deisis (Ikone mit Jesus Christus in der Mitte und der Allerheiligsten Gottesmutter Maria und dem Hl. Johannes dem Täufer zu seinen Seiten).

## Galerie

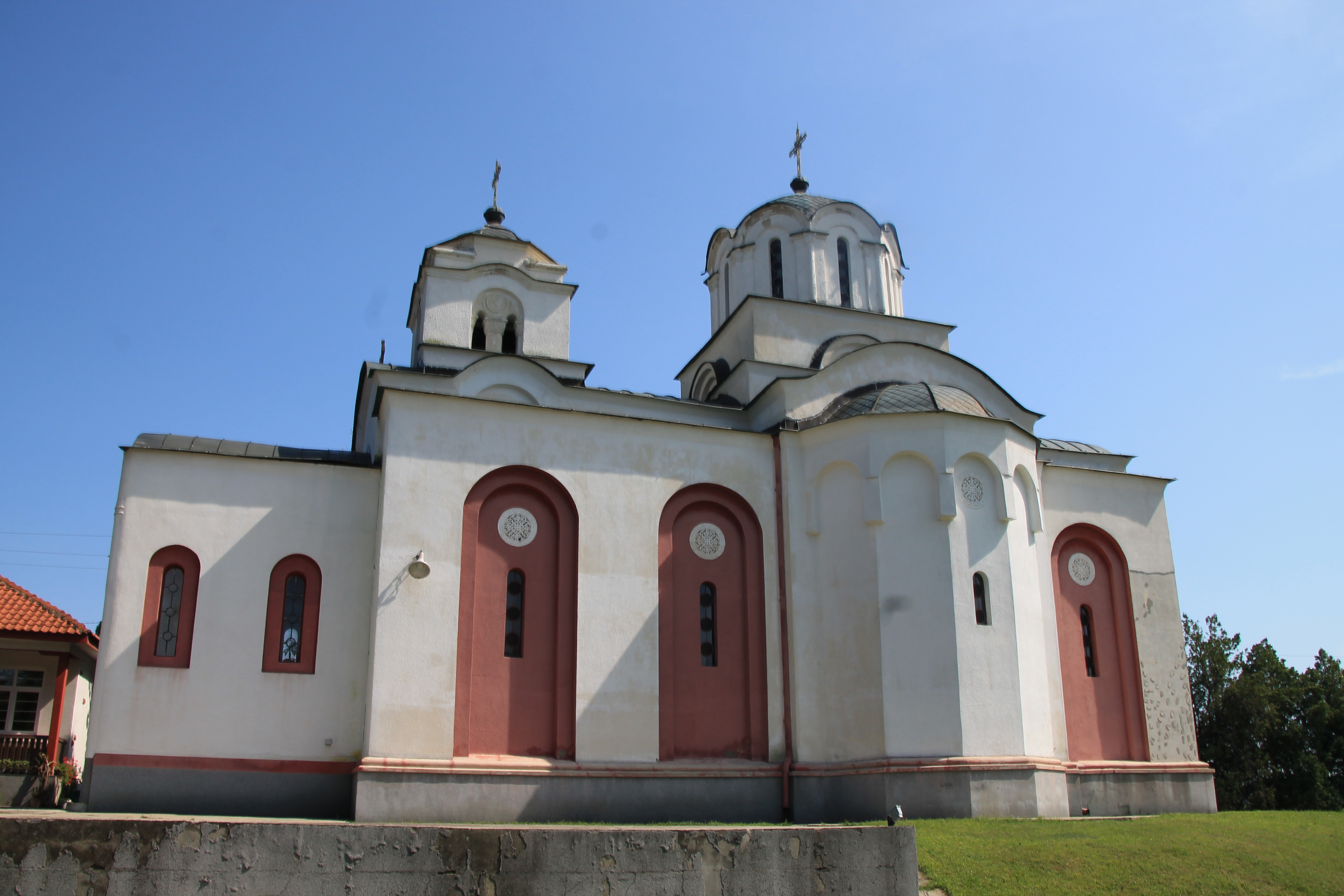
Nordfassade der Kirche
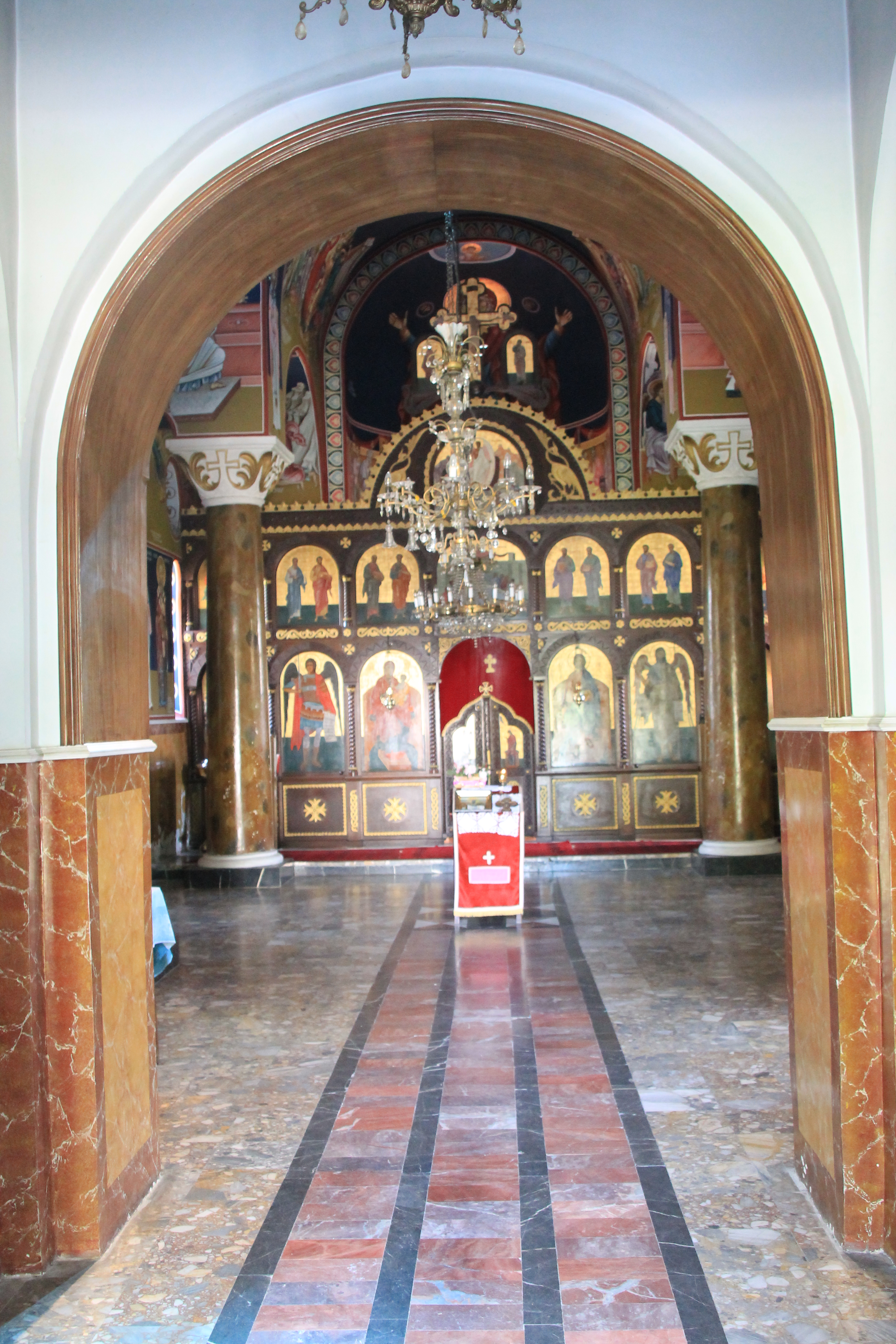
Blick auf den Kircheninnenraum
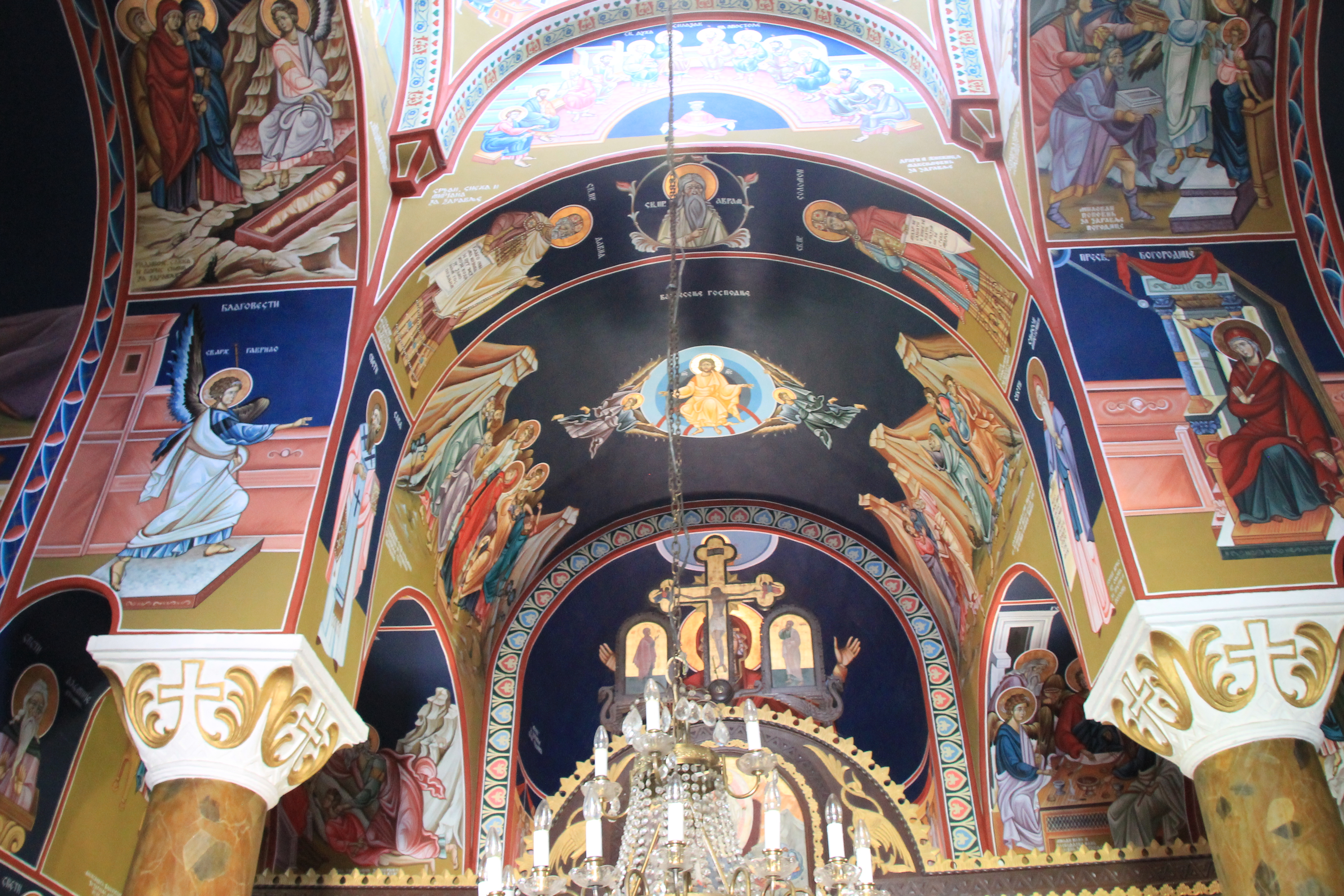
Fresken in der Kirche
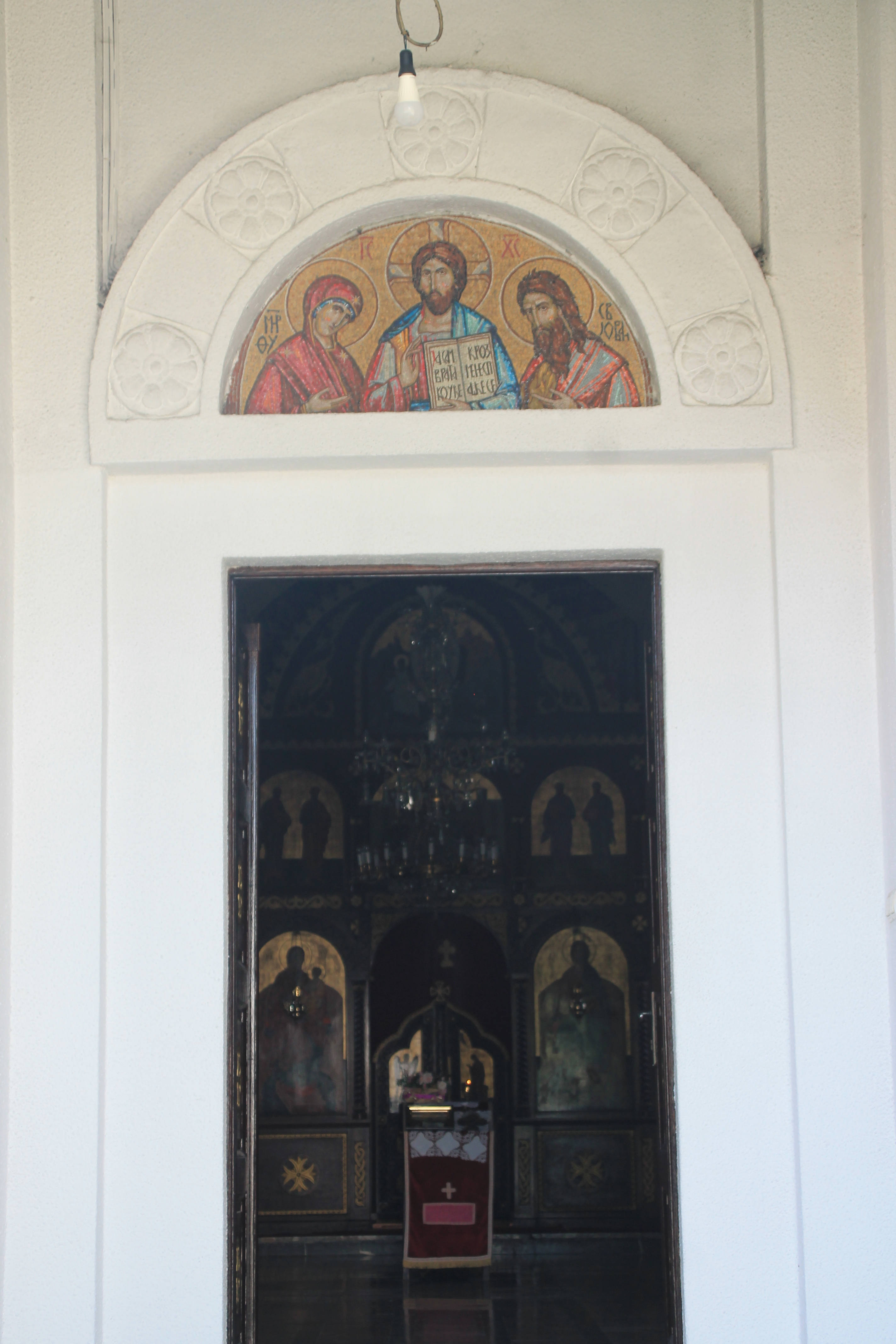
Kircheneingang mit dem Mosaik der Deisis
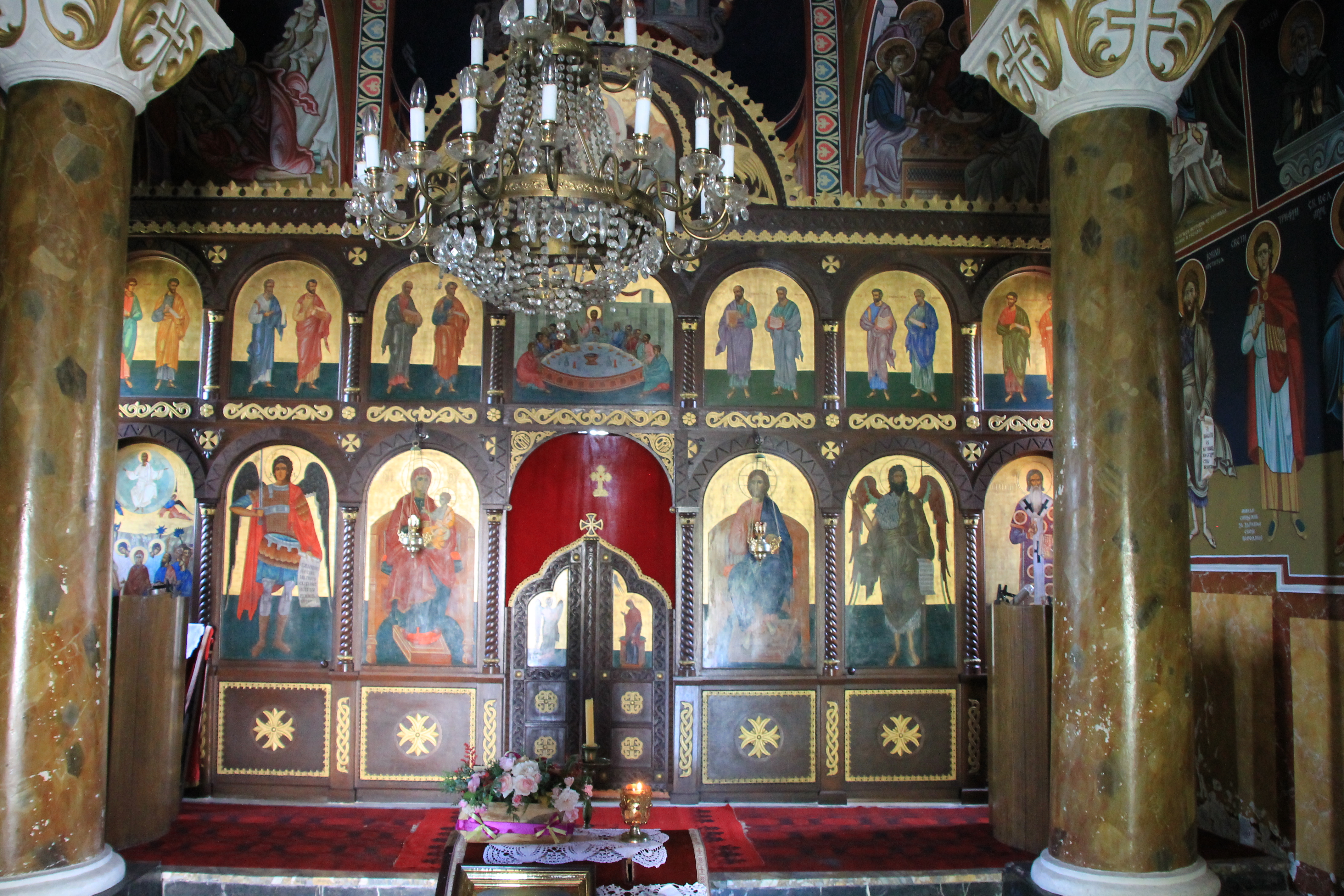
Die Ikonostase mit Ikonen
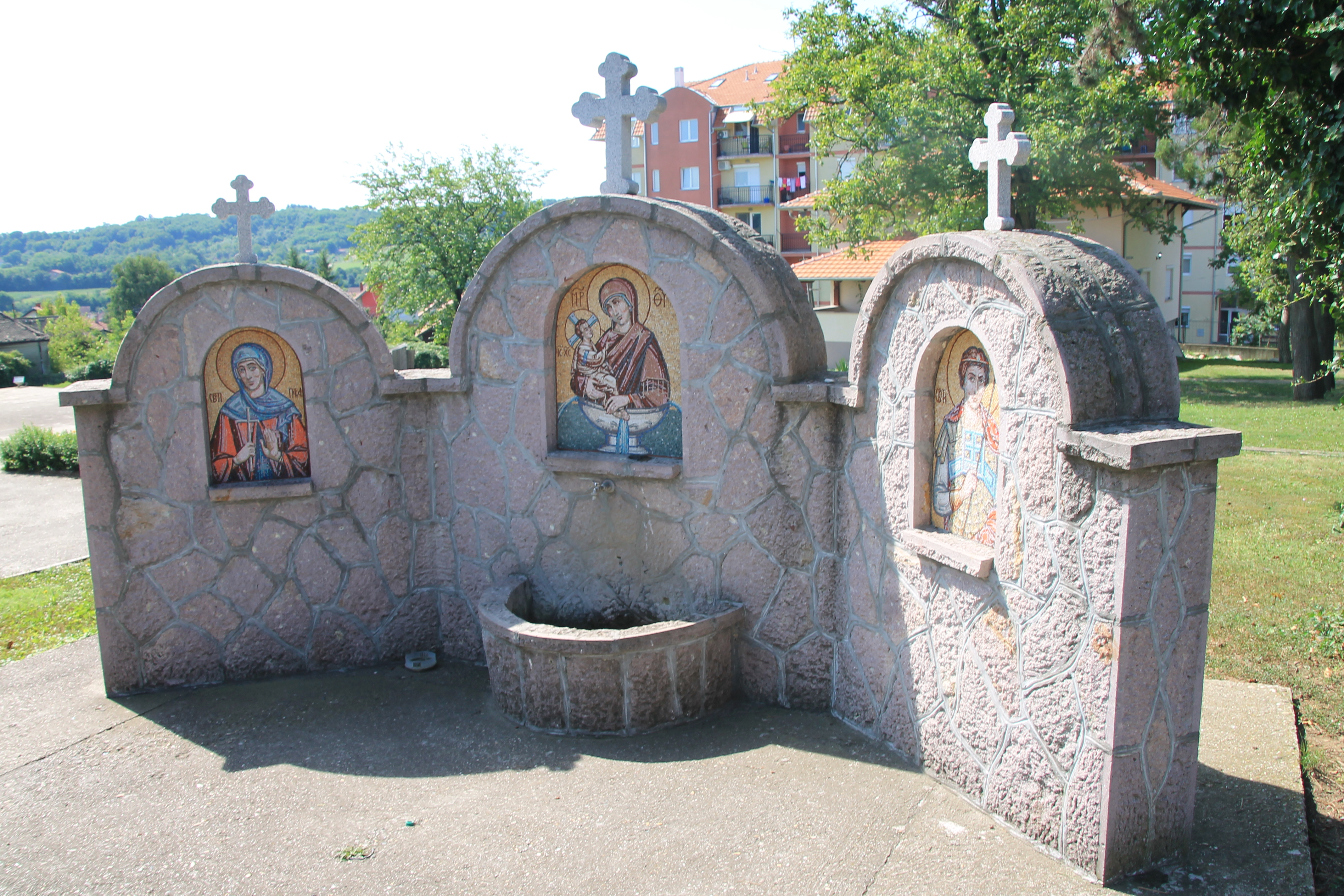
Der Kirchenbrunnen
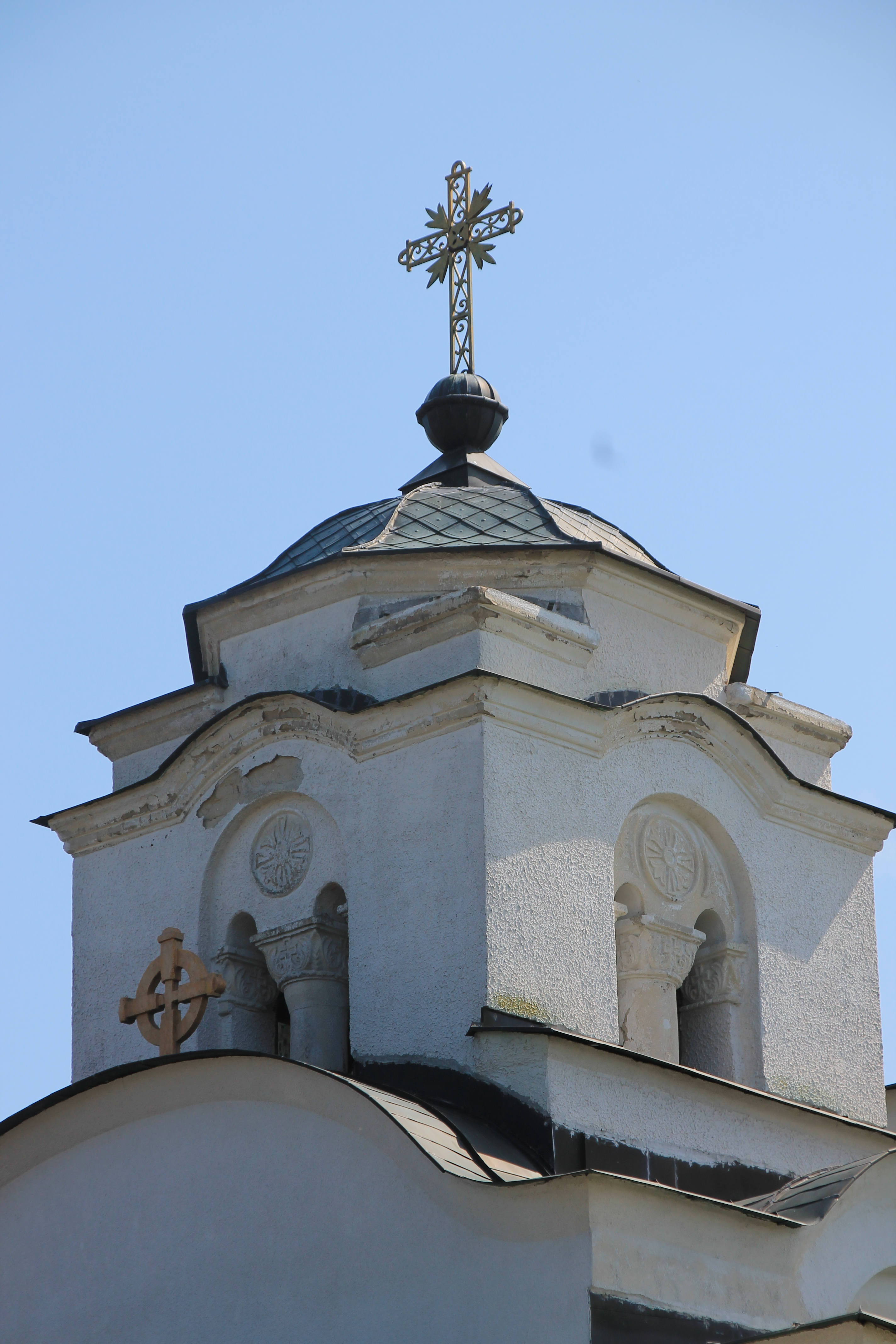
Das Kirchenkreuz auf dem Kirchturm
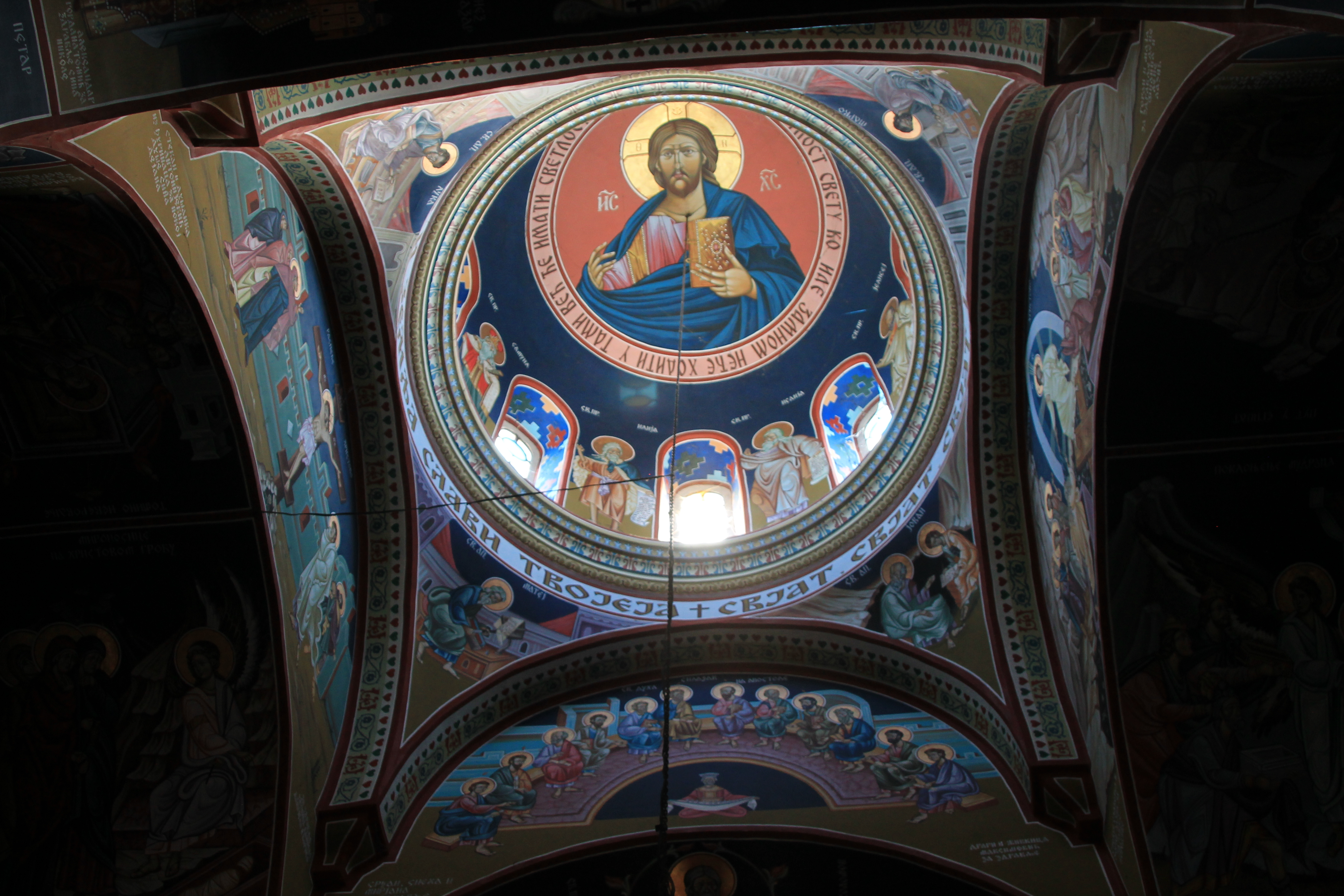
Die Christus Pantokrator Freske